# Agrilus elegans elegans
Agrilus elegans elegans é uma subespécie de insetos coleópteros polífagos pertencente à família Buprestidae.
A autoridade científica da subespécie é Mulsant & Rey, tendo sido descrita no ano de 1863.
Trata-se de uma subespécie presente no território português.